# Caraguata hebes
Caraguata hebes es un coleóptero de la familia Chrysomelidae.
Fue descrita científicamente por primera vez en 1847 por Erichson.